# Кваша Олексій Дмитрович
Олексі́й Дми́трович Кваша (нар. 30 вересня 1977, Миколаїв — пом. 7 липня 2015, Луганське) — солдат Збройних сил України, учасник російсько-української війни.

## Життєпис
1995 року закінчив миколаївську ЗОШ, 2001-го — агрономічний факультет Миколаївської державної аграрної академії.
Працював на польових роботах, будівництві, цегельному заводі, миколаївському хлібозаводі № 1. Проживав у селі Піски Новоодеського району. Писав вірші, автор дитячої книжки «Прекрасні тварини нашої країни», займався патріотичним вихованням дітей.
Мобілізований 5 вересня 2014 року, солдат, стрілець—помічник гранатометника 2-го відділення 2-го взводу 3-ї механізованої роти 1-го механізованого батальйону, 30-та окрема механізована бригада. Протягом 2014—2015 років проходив службу на блокпостах у Херсонській області — на кордоні з окупованою Автономною Республікою Крим, згодом в складі частини передислокований до зони бойових дій.
7 липня 2015-го загинув під час мінометного обстрілу терористами поблизу Луганського, коли витягував з-під обстрілу пораненого побратима.
Похований у селі Піски.
Без Олексія лишились мама і сестра.

## Нагороди
За особисту мужність, сумлінне та бездоганне служіння Українському народові, зразкове виконання військового обов'язку відзначений — нагороджений
- 22 вересня 2015 року — орденом «За мужність» III ступеня (посмертно)